# 敬順王
敬順王（けいじゅんおう、? - 978年5月18日）は、新羅第56代国王（在位：927年 - 935年）で最後の新羅王。姓は金、諱は傅。第46代文聖王の6世孫にあたる。

## 生涯
927年、後百済王の甄萱により景哀王が殺害された後、敬順王は甄萱により王位に就けられたが、各地に群雄が割拠し、領土が日に日に少なくなると、高麗に国土を譲渡することを決定し、935年高麗に降伏し、妹を太祖の妃に差し出した。
しかし敬順王の太子は高麗への降伏に強く反対し、金剛山に入って一生を終えた。金剛山で太子は麻の衣を纏い、草食をして暮らしたとされ、麻衣太子と呼ばれている。敬順王の四男は安東金氏として貴族になり、家系からは高麗の将軍も出ている。
高麗の太祖王建は、敬順王に長女の楽浪公主（敬順王は自分が鸞のようだと言って楽浪公主の称号を神鸞公主に変える、諡は安貞淑儀公主）を嫁して正承公に封じ、地位は太子の上とした。また慶州を食邑として与え、そこの事審官に任命した。高麗第5代王景宗は、敬順王の娘を妃としている（詳細は高麗王后、高麗王を参照）。